# میکله تریککا
میکله تریککا (انگلیسی: Michele Tricca؛ زادهٔ ۲۸ آوریل ۱۹۹۳) دونده اهل ایتالیا است.او در سطح جوانان در مسابقات ژیمناستیک (دوحه 2009) موفق به کسب یک مدال شد و دو مدال نیز در مسابقات قهرمانی نوجوانان دو و میدانی 2011 اروپا که در تالین برگزار شد کسب کرد.